# Łowyń

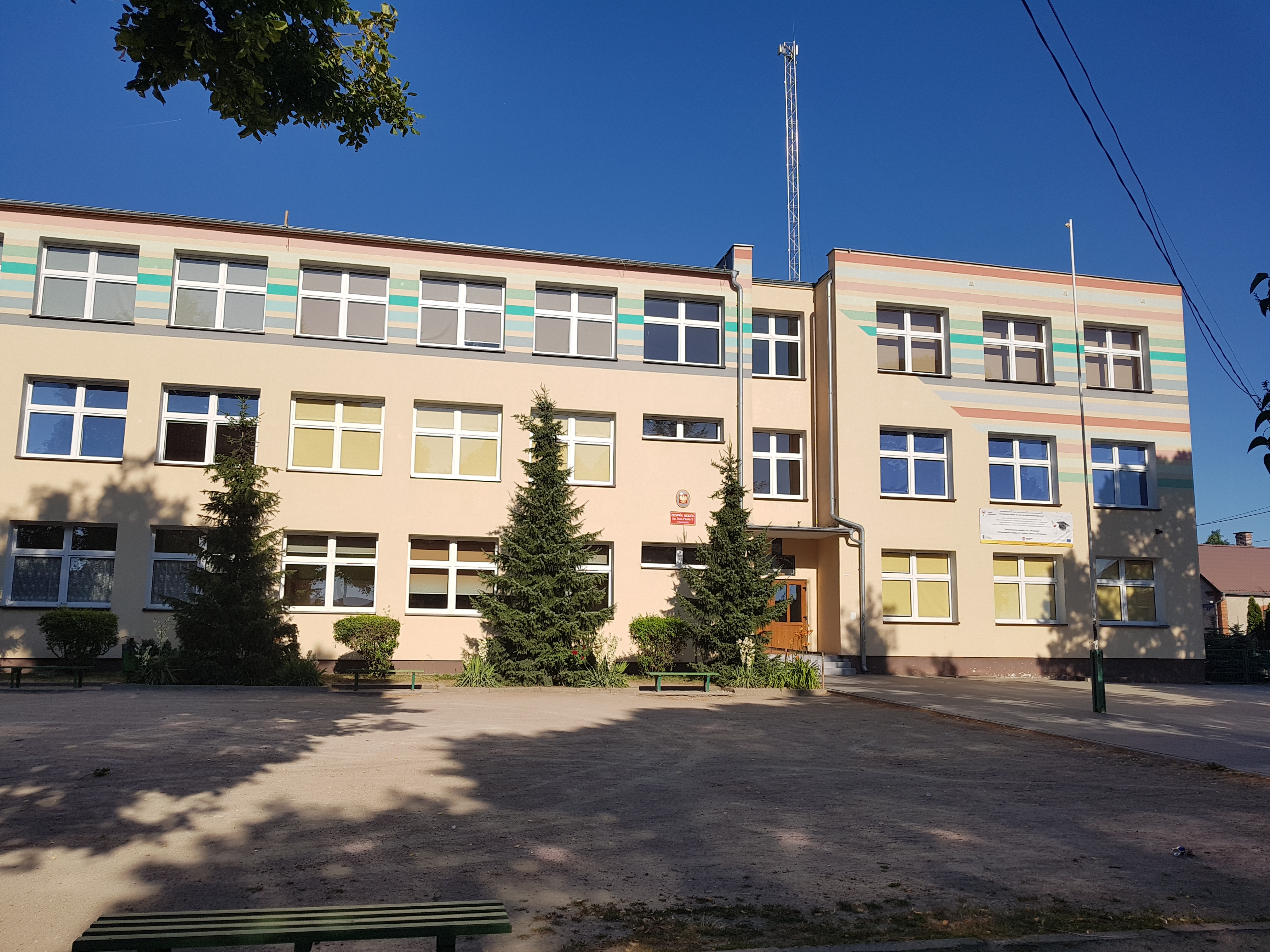
Zespół Szkół im. Jana Pawła II w Łowyniu

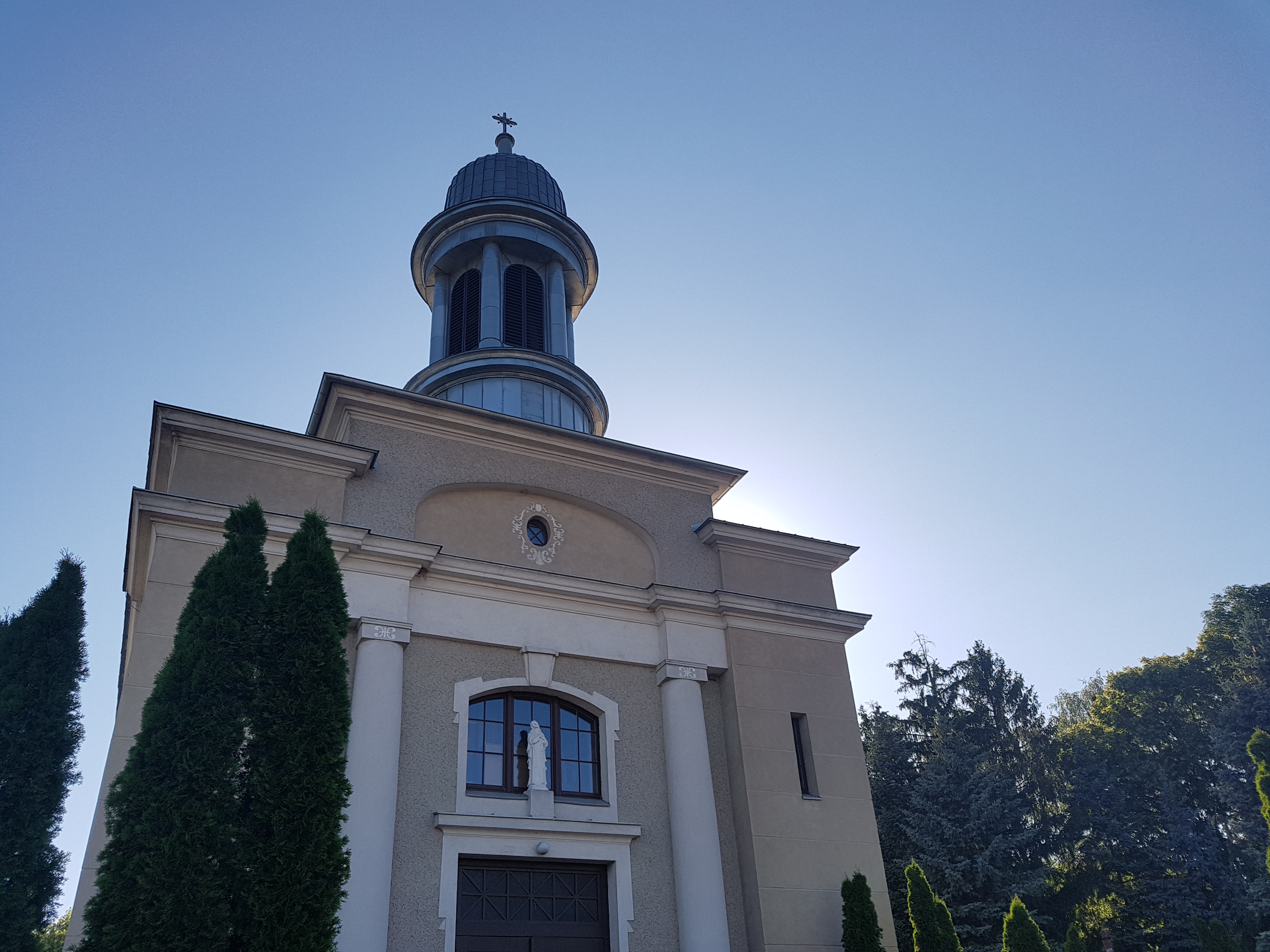
Kościół Rzymskokatolicki Pw. Wniebowzięcia Najświętszej Maryi Panny

Łowyń – wieś sołecka w Polsce położona w województwie wielkopolskim, w powiecie międzychodzkim, w gminie Międzychód.
We wsi jest stacja kolejowa Łowyń.

## Historia
Miejscowość pierwotnie związana była z Wielkopolską. Ma metrykę średniowieczną i istnieje co najmniej od początku XV wieku. Wymieniona w dokumencie zapisanym po łacinie z 1407 i 1427 jako "Lovyn", a później także w 1632 "Louenie, Łouenia" .
W 1407 biskup poznański Wojciech Jastrzębiec dokonuje lokacji wsi Łowyń. Nadaje on opatrznemu Stanisławowi Bambnek oraz jego synowi Pawłowi sołectwo, do którego należą 3 łany, zagroda na ostrowie za jeziorem wraz z rolą, która jest położona za dworem sołtysim, między jeziorem i drogą do Pszczewa oraz 2 zagrody .
Miejscowość wspominały historyczne dokumenty prawne, własnościowe i podatkowe. W 1475 należała do powiatu poznańskiego Korony Królestwa Polskiego. W 1508 należała do parafii Pszczew. W tym roku odnotowano pobór od 8 półłanków, oraz 6 groszy od karczmy. W 1510 pobór od 9 półłanków. W 1563 zanotowano pobór od 6 łanów oraz jednego łana sołtysiego, a także z karczmy dorocznej, od jednego komornika oraz kowala. W 1564 we wsi odnotowano 21 łanów, w tym 3 łany sołtysie. Z 14 łanów osiadłych zamieszkanych przez kmieci płacili oni rocznie po 22 grosze czynszu, 1 ćwiertnię owsa, 2 koguty, 30 jaj. Z 4 łanów opuszczonych przez kmieci płacono tylko po 22 groszy. przy wynajmie. Z karczmy płacono wówczas po 22 groszy. Okazyjnie pobierano wówczas także czynsz od korzystania z jeziora. W 1580 pobór od 10 łanów, 5 zagrodników, 3 komorników oraz kowala. W latach 1580–83 odnotowano pobór z 10,5 łana .
Wieś duchowna, własność biskupstwa poznańskiego w kluczu pszczyńskim, pod koniec XVI wieku leżała w powiecie poznańskim województwa poznańskiego w Rzeczypospolitej Obojga Narodów. W 1632 biskup poznański Adam Nowodworski nadał sołectwo we wsi Łowyń opatrznemu Mikołajowi Kozikowi i jego synowi Andrzejowi. W połowie w dożywocie, a w drugiej połowie w zamian za czynsz .

### II wojna światowa
W 1939 po kampanii wrześniowej miejscowość wraz z całą Wielkopolską została zajęta przez III Rzeszę. Nazistowskie władze Niemiec utworzyły na tym terenie tzw. Kraj Warty i rozpoczęły masowe wysiedlenia z niej ludności polskiej, a później zasiedlanie miejsc po nich Niemcami w ramach akcji Heim ins Reich (pol. „Powrót do domu w Rzeszy”) . Przesiedlenia te miały miejsce również na terenie powiatu międzychodzkiego. W 1940 przeprowadzono je w dwóch falach: w pierwszych miesiącach 1940 oraz latem tego roku. Do Łowynia akcja ta dotarła w pierwszej fali jaka miała miejsce w pierwszych miesiącach 1940. Niemcy wysiedlili wówczas rolników z Głażewa i Łowynia. Z obu miejscowości wysiedlono około 400 osób. Rodziny przewieziono wozami konnymi do punktu zbornego w Międzychodzie. Po przeprowadzeniu rewizji wysiedlonych Polaków przewieziono w wagonach towarowych do Generalnego Gubernatorstwa. Gospodarstwa Polaków przejęły rodziny niemieckie przesiedlone z terenów wschodniej Polski.

### Okres powojenny
W latach 1954–1972 wieś należała i była siedzibą władz gromady Łowyń.  W latach 1934–1954 i 1973–1976 miejscowość była siedzibą gminy Łowyń. W latach 1975–1998 miejscowość administracyjnie należała do województwa gorzowskiego.

## Położenie geograficzne
Wieś położona nad jeziorem Łowyńskim (ok. 27 ha), tuż przy granicy z województwem lubuskim.

## Turystyka

### Szlaki turystyczne
Przez wieś przebiega tylko jeden pieszy szlak turystyczny PTTK szlak żółty:
Stare Osieczno→→ Sowia Góra (0) → Międzychód (15,8) → Zatom Stary → Ławica → Chalin → Prusim → Kamionna (37,2) → Mnichy (RP "Dolina Kamionki") → Łowyń (51,1) → Nowe Gorzycko → Wierzbno (68,6)